# Friedrich Heinrich von Krassow

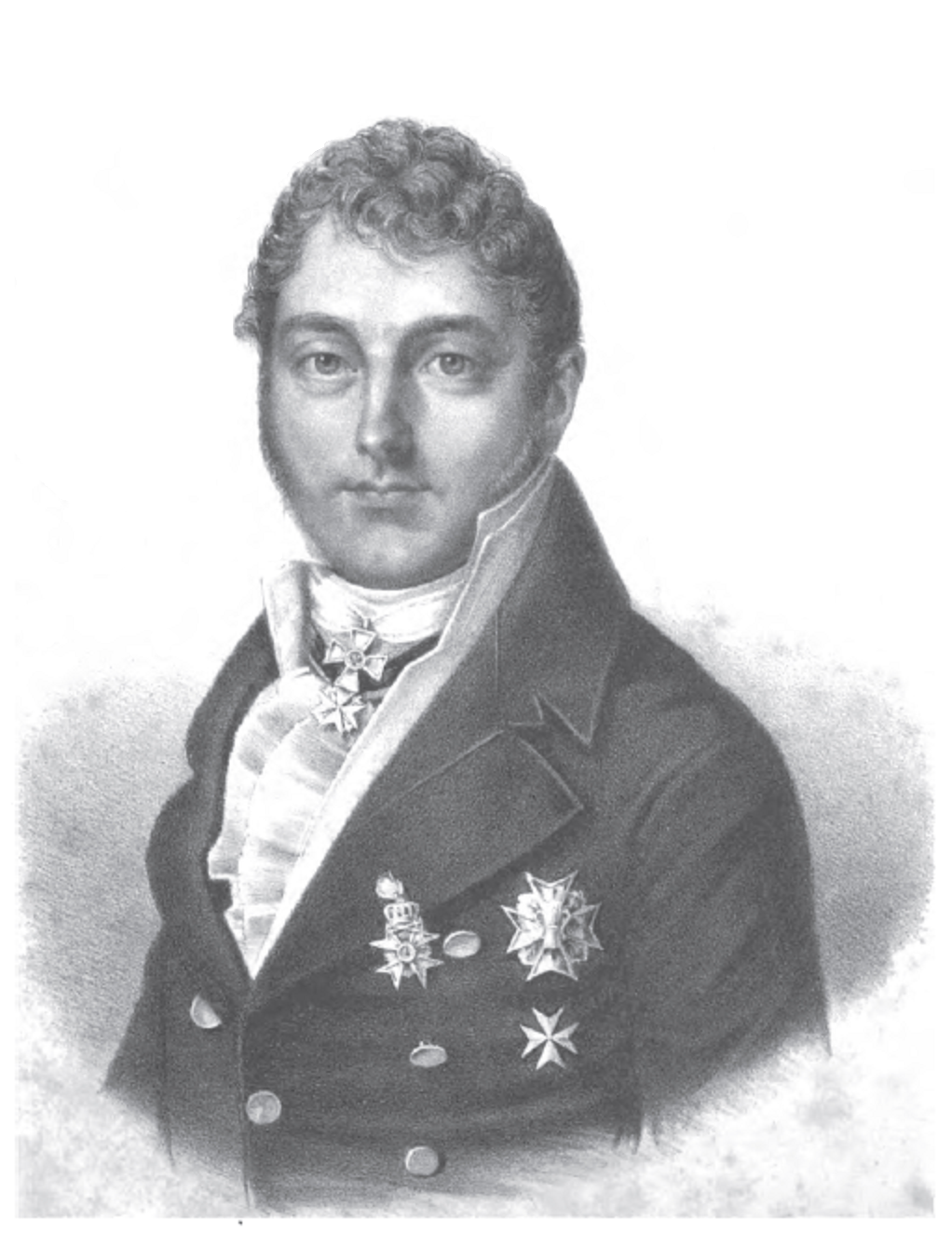
Friedrich Heinrich Graf von Krassow

Freiherr, seit 1840 Graf Friedrich Heinrich von Krassow (* 12. Juni 1775 in Stralsund; † 14. März 1844 ebenda) war ein pommerscher Gutsbesitzer, schwedischer Kavallerieoffizier und Kammerherr sowie preußischer Provinziallandtagsabgeordneter.

## Leben
Friedrich Heinrich von Krassow entstammte der freiherrlichen Linie des rügischen Adelsgeschlechts von Krassow. Er war ein Sohn des Carl Georg von Krassow (1740–1779), königlich-schwedischer Hofmarschall und Enkel des Grafen Johan Lillienstedt, und der Jeanette Christiana von Essen (1754–1825), Tochter des Kammerherrn Friedrich Ulrich von Essen. Carl von Krassow war sein älterer Bruder. Nach dem frühen Tod des Vaters wurde er im Haus seiner Mutter erzogen. 1790 folgte er seinen älteren Brüdern an die Universität Göttingen. Mit diesen ging er nach Lausanne und kehrte nach einer Reise durch die Schweiz und Oberitalien 1792 über Wien nach Schwedisch-Pommern zurück. Er trat in den schwedischen Militärdienst, war bereits 1791 zum Leutnant des Svea-Garde-Regiments ernannt worden und ließ sich 1793 in die königliche Leibgarde zu Pferde nach Stockholm versetzen. 1800 wurde er zum Rittmeister befördert. Bei der Aufstellung einer Landwehr in Schwedisch-Pommern beförderte ihn der König Gustav IV. Adolf 1806 zum Major und Bataillonskommandeur. 1807 wurde er zum Oberstleutnant befördert und nahm im selben Jahr seinen Abschied.
Die Ritterschaft des Franzburg-Barther Distriktes wählte ihn 1808 zu ihrem Abgeordneten. Im selben Jahr nahm er mit anderen schwedisch-pommerschen Abgeordneten am Erfurter Fürstenkongress teil. 1809 begleitete er seinen Onkel Hans Heinrich von Essen zu Friedensverhandlungen nach Paris. Im folgenden Jahr überbrachte er als Kurier den Friedensvertrag zwischen Frankreich und Schweden nach Stockholm. Er wurde zum schwedischen Kammerherrn und Mitglied des Schwertordens ernannt. Während der Besetzung Schwedisch-Pommerns durch französische Truppen 1812 gehörte er der von den Landständen eingesetzten Hauptkommission an, die die Forderungen der Besatzungstruppen zu regulieren hatte. In Anerkennung seiner dabei geleisteten Dienste erhielt er 1813 das Kommandeurskreuz des Wasaordens. 1814 ging er mit seiner Familie nach Schweden. Er begleitete seinen Onkel Hans Heinrich von Essen, der zum Generalgouverneur von Norwegen ernannt worden war, nach Kristiania.
Während des Übergangs von Schwedisch-Pommern an Preußen gehörte er einer Kommission an, die die Landstände bei den Verhandlungen zwischen Schweden und Preußen vertrat. 1817 erhielt er vom schwedischen König in Stockholm das Großkreuz des Wasaordens. 1823 wurde er von der Ritterschaft des Kreises Franzburg-Barth zum Abgeordneten in den Provinziallandtag der Provinz Pommern gewählt. 1827 wurde er zum Ritter des Johanniterordens ernannt. 1839 verlieh ihm Friedrich Wilhelm III. den Roten Adlerorden 2. Klasse.
Anlässlich der Thronbesteigung Friedrich Wilhelms IV. wurde er 1840 in den preußischen Grafenstand erhoben. Im folgenden Jahr stiftete er testamentarisch ein Familienfideikommiss, bestehend aus den Rittergütern Divitz, Spoldershagen, Frauendorf, Wobbelkow, Gäthkenhagen und Martinshagen. Als Majorat eingerichtet, stand der Grafentitel allein dem Oberhaupt des Fideikommisses zu.

### Familie
Friedrich Heinrich von Krassow war seit 1811 mit seiner Cousine Jaquette Gustav Freiin von Essen (* 1793) verheiratet, einer Tochter des Reinhold Jakob von Essen. Ihr gemeinsamer Sohn war der spätere Regierungspräsident Carl Reinhold von Krassow (1812–1892).